# Lista de golpes de Estado e tentativas de golpe

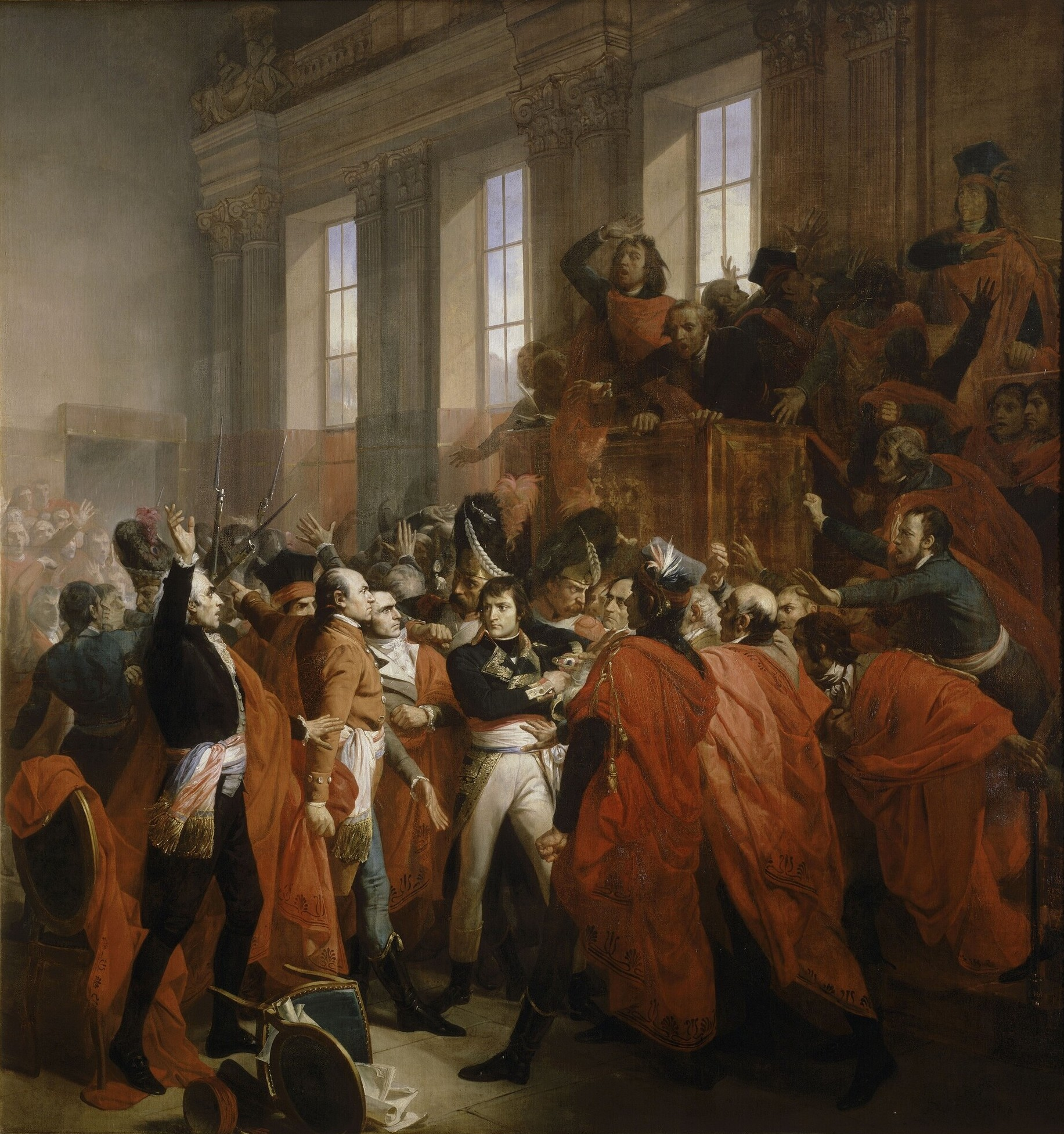
General Napoleão durante o golpe de Estado de 18 de Brumário em Saint-Cloud, detalhe de pintura de François Bouchot, 1840

Esta é uma lista de golpes de Estado e tentativas de golpe, que seja bem-sucedidos ou não. A lista de revoluções e revoltas pode ser encontrado aqui: lista de revoluções e rebeliões.

## AC

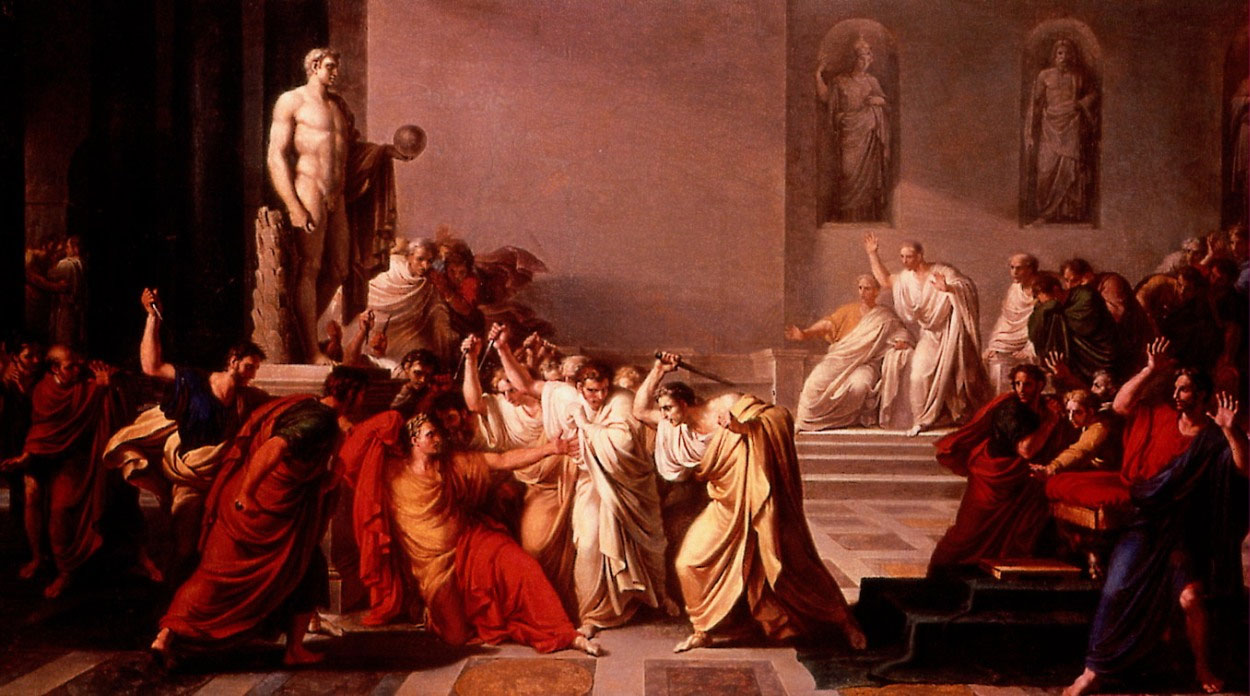
O assassinato de César, como descrito por Vincenzo Camuccini.

- 509 - Os membros da dinastia Tarquin liderada por Lúcio Júnio Bruto derrubam o rei de Roma Tarquínio, o Soberbo e estabelecem a República Romana.[1]
- 185 - Na Índia antiga, o imperador Briadrata Máuria, último governante do Império Máuria, foi assassinado por seu comandante Pusiamitra Sunga em um golpe militar, que derrubou a dinastia vigente e fundou a dinastia Sunga.[2]
- 87 - Durante a Primeira Guerra Civil de Sula, Lúcio Cornélio Sula invade Roma e depõe Caio Mário.
- 82 - Na Segunda Guerra Civil de Sula, Sula novamente marchou sobre Roma, removendo Caio Mário, o Jovem, e proclamando-se como ditador romano.[3]
- 49 - Júlio César atravessou ilegalmente o rio Rubicão dirigindo parte do exército romano e marchou sobre Roma. Depois de assumir o controle do governo, foi proclamado "ditador perpétuo".
- 44 - No idos de março, Júlio César foi assassinado por membros do Senado romano. Os conspiradores não ganham o controle da República Romana, em vez disso, o poder, eventualmente, é passado para o segundo triunvirato de partidários de César.[4]

## 1 - 999 DC

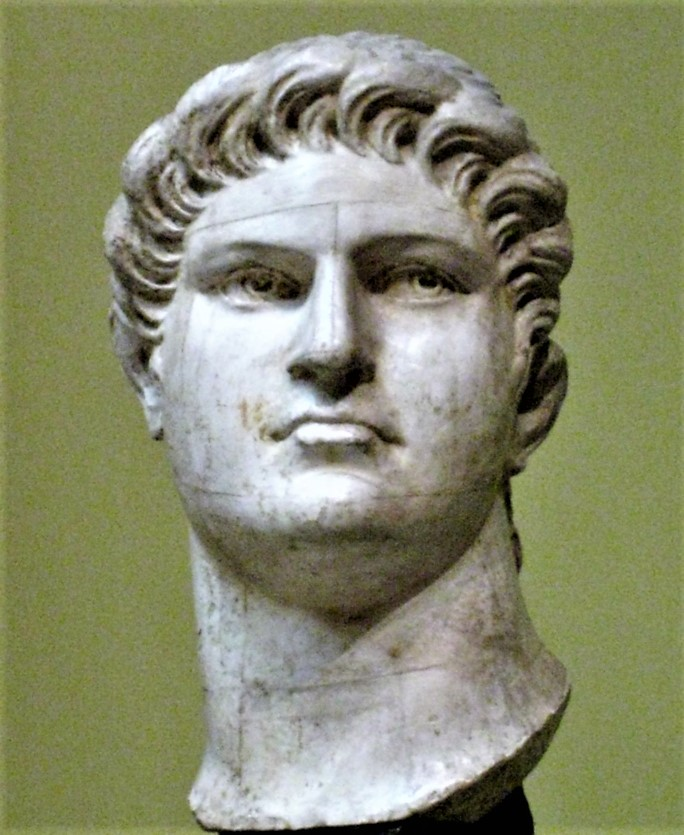
Nero foi alvo de muitas tramas. Aqui, um busto de gesso conservado no Museu Pushkin, Moscou.

- 41: o imperador romano Calígula foi morto por seu próprio guarda-costas, numa tentativa de restaurar um regime republicano.
- 65: Conspiração de Pisão contra o imperador romano Nero.
- 69: Após a morte do imperador romano Nero, vários complôs levam ao ano dos quatro imperadores.
- 189: Dez eunucos da Dinastia Han foram assassinados pelas tropas lideradas por Yuan Shao, Yuan Shu e Cao Cao; Dong Zhuo assume o governo pela força.
- 249: O também conhecido como Incidente dos Túmulos Gaoping, onde Cao Shuang foi assassinado pelo Clã Sima. (Sima Yi, Sima Zhao, Sima Shi)
- 626: Incidente em Xuanwu Gate, em 2 de julho, Li Shimin, o Príncipe de Qin, um filho do Imperador Gaozong de Tang matou dois de seus irmãos, e o Imperador Gaozong fez dele o príncipe herdeiro sob intimidação.
- 642: Yeon Gaesomun de Goguryeo liderou um golpe militar que matou o Rei Yeongryu e instalou o Rei Bojang como fantoche sob o regime militar.
- 680: Rei Vamba dos visigodos é drogado, tonsurado e vestido com manto de um monge, então seria considerado um homem ordenado e, portanto, não podia reinar.
- 839: Jang Bogo de Silla derruba o Rei Minae e instala o Rei Sinmu no trono.

## 1000 - 1799

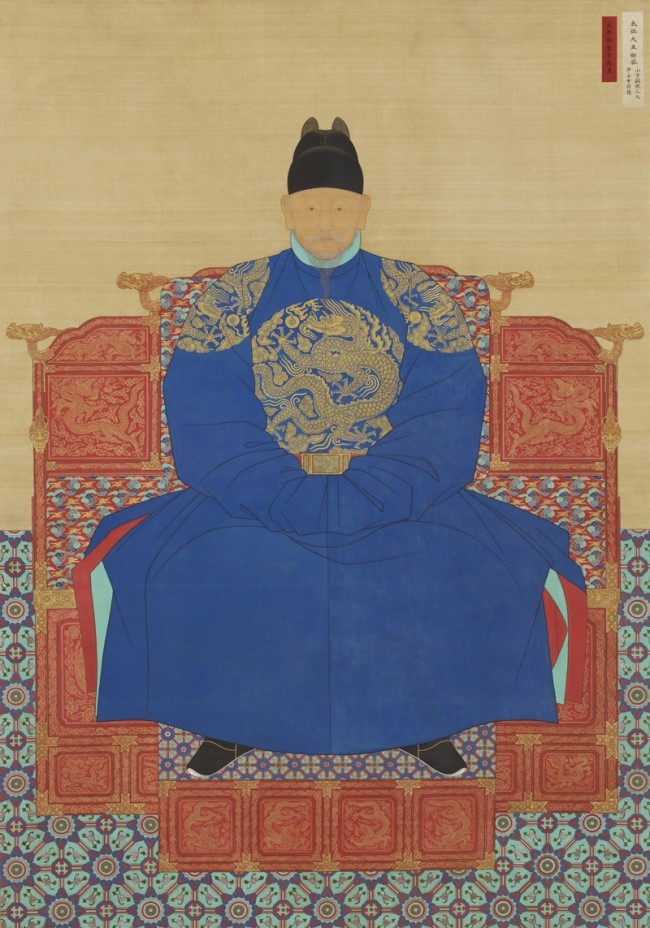
General Yi Seong-gye, depois coroado Taejo de Joseon.

- 1010: O General Gang Jo de Goryeo encena um golpe de Estado que derrubou o Rei Mokjong.
- 1126: Yi Ja-gyeom de Goryeo faz uma tentativa fracassada de derrubar o Rei Injong.
- 1170: O General Jeong Jung-bu de Goryeo liderou um golpe militar que depôs o Rei Uijong e instalou o rei fantoche Myeongjong sob o regime militar.
- 1197: Choe Chung-heon de Goryeo encena um golpe militar que derrubou e matou o ditador militar Yi Ui-min, e depôs o rei Myeongjong.
- 1258: O General Kim Jun de Goryeo derruba e mata o então ditador militar Choe Ui.
- 1388: O General Yi Seong-gye de Goryeo liderou um golpe militar que depôs o Rei U, assassinando o general Choe Yeong, e instalando um governante fantoche Rei Chang e eventualmente o Rei Gongyang. Yi mais tarde coroou-se, a partir Dinastia Joseon.
- 1398: O Príncipe Yi Bangwon de Joseon lidera um golpe que assassinou o primeiro-ministro Jeong Do-jeon e dois outros príncipes.
- 1455: O Príncipe Suyang de Joseon lidera um golpe de Estado que derrubou o governo do primeiro-ministro Hwangbo In e Kim Jong Seo, a quem foram mortos durante o golpe.
- 1506: Um golpe de Estado em Joseon derrubou o Príncipe Yeonsan e coloca o Rei Jungjong no trono.
- 1605:. Em 5 de novembro, um grupo de católicos ingleses provinciais liderados por Guy Fawkes tentou matar o rei James I e grande parte da aristocracia protestante explodindo as Casas do Parlamento durante a Cerimônia de Abertura do Parlamento.[5]
- 1623: Um golpe de Estado em Joseon derruba o Príncipe Gwanghae e coloca o Rei Injong no trono.
- 1640:. Derrubado em Portugal a Dinastia filipina e assume o reinado a Casa de Bragança através de D. João IV de Portugal no 1º de Dezembro.
- 1648: Expurgo de Pride de deputados que desejavam continuar as negociações políticas com Carlos I foram ejetados da Câmara dos Comuns. Os restantes, conhecido como Rump, prosseguiram concordando que o rei deveria ser levado a julgamento por sua vida.
- 1660: Frederico III da Dinamarca, encena um golpe em Copenhague que institui a monarquia absoluta no país.
- 1688: Revolução Gloriosa: o católico James II foi deposto por uma facção favorável ao protestante William de Orange. Os opositores da mudança se tornaram conhecidos como jacobitas de Jacobus, do latim para James. Outros veem o evento como uma invasão bem-sucedida e conquista pela República Holandesa.
- 1689: Revolta de Boston: Em uma ação descrita por alguns como um "putsch", a milícia puritana, ajudada por uma multidão de Boston, prendeu Sir Edmund Andros. Andros era o governador impopular do Domínio da Nova Inglaterra.
- 1756: Luísa Ulrica da Prússia, rainha da Suécia, tenta fortalecer o poder real.
- 1769: Ras Mikael Sehul depõe Imperador Iyoas I da Etiópia, em seguida, mata-o, em uma manifestação de poder sobre o trono da Etiópia. Essa ação inaugura a Mesafint Zemene ("Era dos Príncipes"), um longo período de guerra civil e anarquia na Etiópia.
- 1772: Um golpe liderado por Juliana Maria de Brunswick-Wolfenbüttel e seu filho Frederico, príncipe- herdeiro da Dinamarca e Noruega depôs o ministro do gabinete dirigente Johann Friedrich Struensee.
- 1772: Golpe por Gustavo III, a fim de fortalecer o poder real na Constituição Sueca de 1772.
- 1784: Golpe de Estado pelo príncipe herdeiro Frederico VI da Dinamarca contra o governo do gabinete liderado por Ove Høegh-Guldberg.
- 1793: Um golpe por Gustaf Mauritz Armfelt, na companhia de Magdalena Rudenschöld, com a intenção de depor o governo guardião de Gustavo IV Adolfo da Suécia, está exposto.
- 1794: golpe de 9 Termidor por membros da Comitê de Salvação Pública contra Robespierre.
- 1799: Golpe de 18 de brumário de Napoleão Bonaparte.

## 1800 - 1899

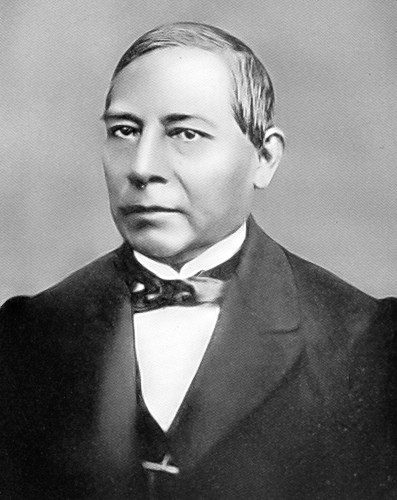
Benito Juárez.

- 1808: Rebelião de Rum em New South Wales depõe o Governador William Bligh.
- 1809: A alguns oficiais do exército depõe o rei Gustavo IV Adolfo da Suécia, enquanto que um exército marcha em Estocolmo.
- 1809: O aventureiro dinamarquês Jørgen Jørgensen prende o governador da Islândia e se declara 'Protector', dois meses depois o navio de guerra inglês HMS Talbot restaura o governo dinamarquês.
- 1828: O unitarista Juan Lavalle depõe e executa o federalista Manuel Dorrego como governador de Buenos Aires.
- 1829: Anastasio Bustamante derruba e assassina Vicente Guerrero, no México.
- 1832: O presidente mexicano Anastasio Bustamante deposto pela primeira vez por Antonio López de Santa Anna, substituído por Melchor Múzquiz.
- 1839: O presidente mexicano Anastasio Bustamante deposto pela segunda vez por Antonio López de Santa Anna
- 1840: O regente brasileiro Pedro de Araújo Lima é deposto pelo Golpe da Maioridade e D. Pedro II é coroado imperador quatro anos antes da atingir a maioridade.
- 1842: Francisco Morazán, o ex-Presidente da América Central Federal, invade a Costa Rica e toma o poder. Mais tarde é deposto por uma rebelião popular e executado.
- 1851: O presidente da França, Louis-Napoléon Bonaparte dissolve a Assembleia e se torna o único governante do país. No ano seguinte, ele iria restaurar o Império por referendo.
- 1854: Na sequência do Plano de Ayutla, Benito Juárez depõe Santa Anna e instala Juan Álvarez como presidente do México.
- 1864: Tropas do Imperador francês Napoleão III invadem o México e instalam o pretendente Habsburgo, Maximiliano como Imperador.
- 1866: O príncipe Alexandre João Cuza da Romênia é forçado a abdicar por uma coalizão política e militar.
- 1867: Por compulsão da Aliança Satchō, o xogunato Tokugawa retorna o poder político ao Imperador Meiji.
- 1870: Bruno Carranza chega ao poder em Costa Rica no golpe de Estado de 27 de Abril de 1870 que depôs o presidente Jesús Jiménez Zamora. Ele renunciou três meses depois.
- 1874: Arsenio Martínez Campos derruba a Primeira República Espanhola e instala Afonso XII, como rei.
- 1876: Aniceto Esquivel Sáenz foi presidente da Costa Rica por um breve período de três meses em 1876 antes de ser deposto em um golpe de Estado liderado por Vicente Herrera Zeledón.
- 1876: Na sequência do Plano de Tuxtepec, Porfirio Díaz derruba Sebastián Lerdo de Tejada e instala-se como presidente do México.
- 1889: Um golpe militar liderado pelo Marechal Deodoro da Fonseca depõe o Imperador brasileiro, Dom Pedro II, implanta a República e instala um governo provisório.
- 1891: O Presidente do Brasil, Marechal Deodoro da Fonseca dissolve o Congresso Nacional e declara-se ditador, mas logo depois renuncia após a rebelião da Marinha.
- 1893: Com a ajuda da Marinha dos EUA, o Ministro do Departamento de Estado dos Estados Unidos no Reino do Havaí, John L. Stevens apoia empresários de nacionalidade nativas e estrangeiras em um golpe que depõe a Rainha Lili'uokalani.
- 1898: Insurreição de Wilmington de 1898.
- 1899: O exército derruba Cipriano Castro pelo governante Ignacio Andrade na Venezuela.

## 1900 - 1909
1903

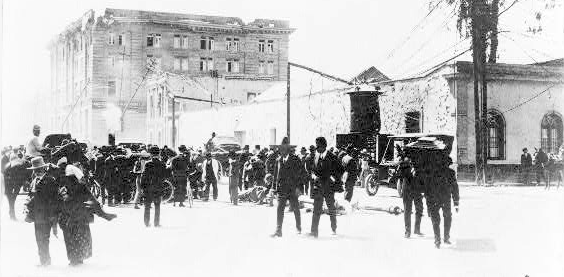
Multidão de cidadãos em torno da cidadela (La ciudadela) edifício durante La decena tragica em 1913.

- O grupo Mão Negra, composto por oficiais militares e liderado pelo coronel Dragutin Dimitrijević "Apis", matou Alexandre I da Sérvia em golpe de Estado chamado  Majski Prevrat (Golpe de Maio)

1908
- Juan Vicente Gómez declara-se presidente da Venezuela, depois que Cipriano Castro sai para a Europa para receber tratamento médico.
- A Revolução dos Jovens Turcos irrompe no Império Otomano contra a poder absoluto do Sultão Abdulamide II.

1909
- O Golpe de Goudi na Grécia derruba o governo de Dimitrios Rallis e apela a amplas reformas.

## 1910 - 1919
1910
- Um golpe de Estado republicano depõe o rei D. Manuel II de Portugal e estabelece a Primeira República Portuguesa.

1913
- Um golpe militar no Império Otomano liderado por Enver Paşa, o Comitê de União e Progresso derrubou a coligação União Liberal e introduziu uma ditadura militar, liderada pelos Três Paxás. (Golpe de Estado de 1913).
- Durante La decena trágica, o general Victoriano Huerta derruba e assassina o presidente do México, Francisco Madero.

1914
- Um golpe militar no Peru. Óscar R. Benavides depõe Guillermo Billinghurst.

1916
- Enquanto visitava a cidade de Harar, Lij Iyasu V foi deposto por uma conspiração de aristocratas em favor de sua tia Zewditu I. Forças leais a ele são derrotadas em Segale e Lij Iyasu vagueia pelo noroeste da Etiópia com um pequeno grupo de fiéis seguidores até que foi capturado cinco anos mais tarde.

1917
- Na Costa Rica, o presidente Alfredo González Flores foi derrubado em um golpe de Estado liderado pelo general José Alberto Federico de Jesús Tinoco Granados que estabeleceu uma ditadura militar repressiva.
- Na Rússia, agosto de 1917, o Comandante-em-chefe russo, general Lavr Kornilov, tentou um golpe, que foi rapidamente derrotado.
- Na Rússia, o Partido Bolchevique de Lênin derrubou o Governo Provisório Russo na Revolução de Outubro. No entanto, o debate continua sobre se isto foi um golpe ou uma revolta popular.

1919
- István Friedrich derruba a República Soviética da Hungria.
- A direita polonesa, sem sucesso tenta derrubar o governo de esquerda.
- Golpe de Estado no Peru. Augusto Leguía depõe José Pardo y Barreda.

## 1920 - 1929
1920

Benito Mussolini e os fascistas camisas negras durante a Marcha sobre Roma. Mussolini ficou de fora da maior parte da marcha.

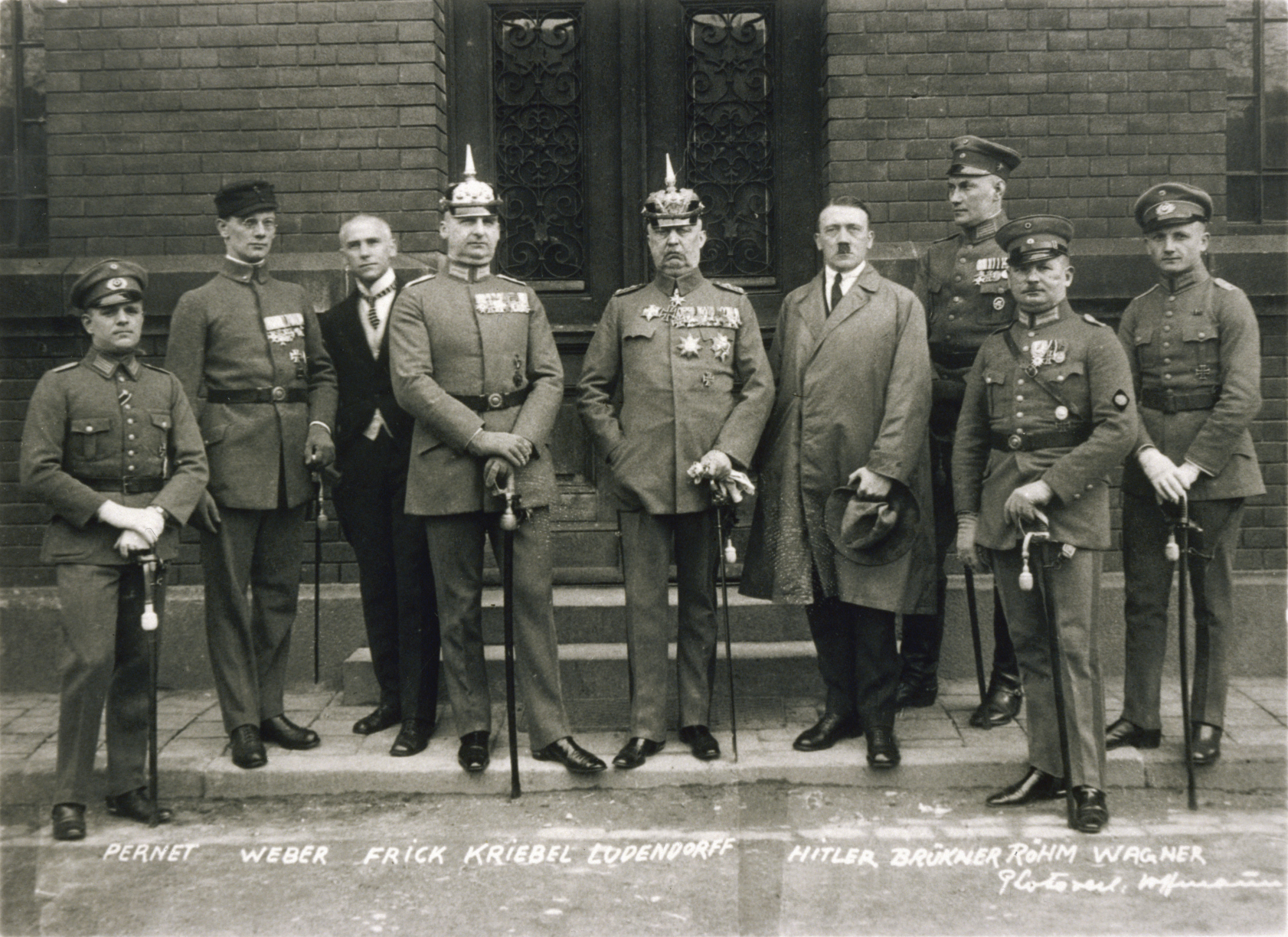
Réus no julgamento do Putsch da Cervejaria. Ludendorff é o quinto da esquerda, com Hitler para a direita. Ernst Röhm é à direita e em frente a Hitler. Note-se que apenas dois dos acusados, Hitler e Frick, estavam vestidos com roupas civis.

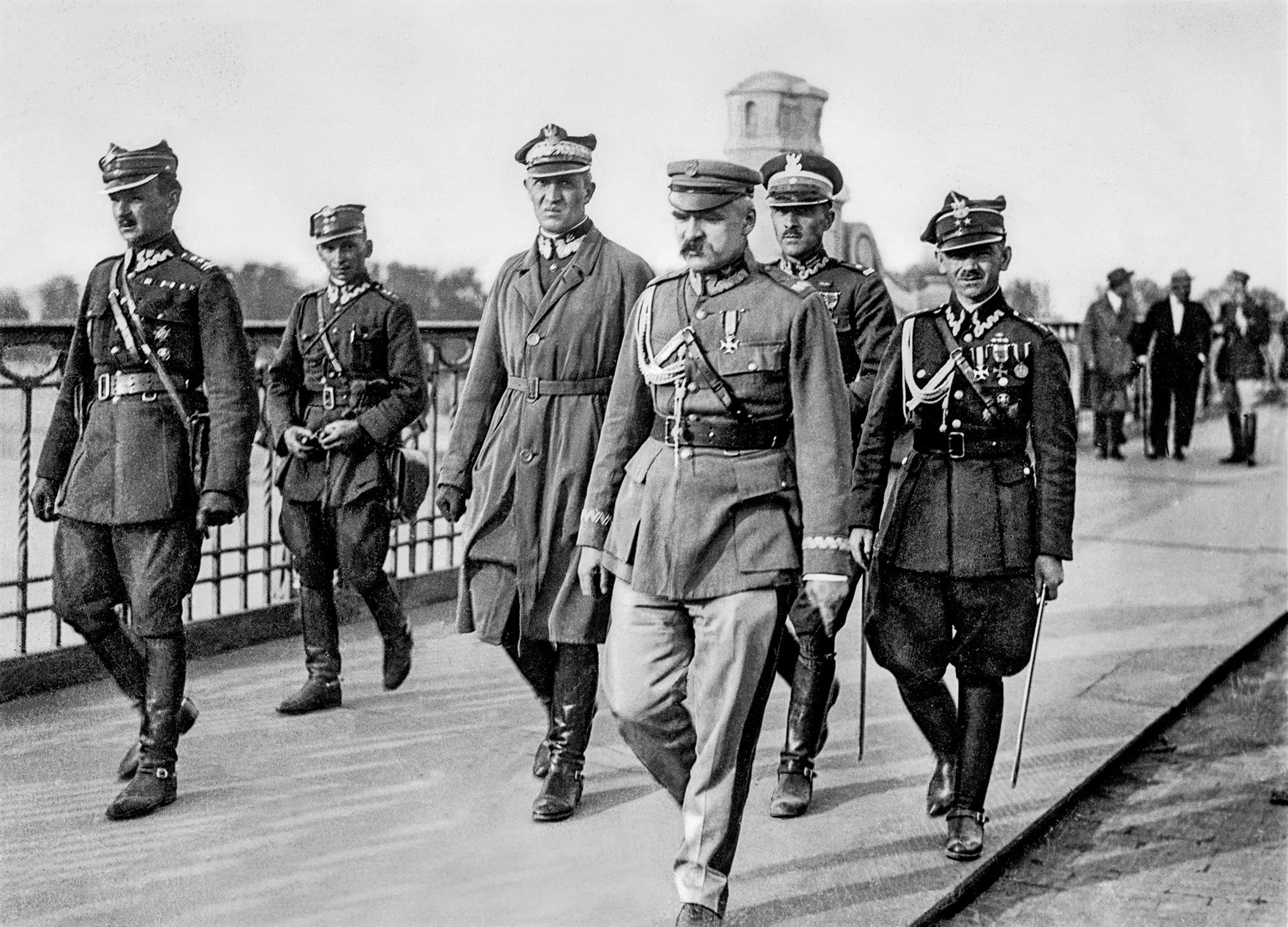
Piłsudski e outros líderes do Golpe de Maio Polonês na Ponte Poniatowski em Varsóvia.

- No Plano de Agua Prieta, o general Álvaro Obregón, apoiado por sindicatos e pelos Zapatistas, expulsa o presidente mexicano Venustiano Carranza.
- O Kapp-Putsch, uma tentativa fracassada de derrubar a República Weimar da Alemanha por Marinebrigade Ehrhardt.
- Tentativa de golpe de Estado na Geórgia em 1920: esforços inúteis pelos bolcheviques para derrubar a República Democrática da Geórgia com a ajuda do Exército Vermelho da Rússia soviética.

1921
- O Coronel Reza Khan com Zia'eddin Tabatabaee lançam um golpe contra Ahmad Qajar no Irã.

1922
- Após a derrota na Campanha da Ásia Menor, os oficiais do exército venizelista, entre os chefes, Nikolaos Plastiras e Stylianos Gonatas, lideram o exército grego em uma revolta contra o governo real e forçam a abdicação do rei Constantino I da Grécia.
- Uma fracassada tentativa de golpe de estado na Albânia liderada por Bajram Curri, Isufi Elez, Toptani Hamit e Lleshi Halit.
- Entre 27 e 29 de outubro, a Marcha sobre Roma pelos Camisas negras levou à instalação de Benito Mussolini do Partido Nacional Fascista como primeiro-ministro do Reino de Itália, apoiado pelo rei Victor Emmanuel III. Após a eleição de 1924 e o assassinato de Giacomo Matteotti, Mussolini estabeleceu uma ditadura em 3 de janeiro de 1925.

1923
- Miguel Primo de Rivera instala uma ditadura na Espanha, sem derrubar o rei.
- Na Bulgária, os militares apoiam o golpe de estado de 9 de junho que derruba a União Nacional Agrária Búlgara de Aleksandar Stamboliyski, com a instalação de um governo liderado por Aleksandar Tsankov.
- Putsch da Cervejaria, a fracassada tentativa de golpe pelo líder do partido nazista, Adolf Hitler, na Alemanha.
- Uma tentativa de golpe pelo monarquista Leonardopoulos-Gargalidis falha na Grécia.

1924
- O Presidente do Chile, Arturo Alessandri renuncia e foge depois que o exército, liderado por Luis Altamirano, lidera um golpe de Estado.
- Golpe pró-comunista sem sucesso na Estônia.
- " Revolução de Junho de 1924", na verdade, um golpe de Estado derrubou o governo pró-Ahmet Zogu e estabeleceu um governo de esquerda liderado por Fan Noli. Na véspera de Natal daquele ano, Zogu retornou ao poder enquanto Noli e seu governo fugiram do país.

1925
- O General Carlos Ibáñez del Campo e o Coronel Marmaduque Grove destituem o governante militar do Chile, Luis Altamirano. Mais tarde, eles permitem que o ex-presidente Arturo Alessandri retornar ao Chile.
- O General Theodoros Pangalos toma o poder em um golpe em Atenas, Grécia.

1926
- Golpe de Maio de Józef Pilsudski na Polônia.
- Golpe militar de 28 de Maio de Gomes da Costa em Portugal.
- Golpe de estado de Antanas Smetona na Lituânia
- A ditadura do general Theodoros Pangalos na Grécia é deposta pelo general Georgios Kondylis.

1928
- Um levante por Ras Balcha Safo contra o rei Tafari Makonnen (o futuro Imperador Haile Selassie I da Etiópia); a revolta nunca atingiu mais do que uma demonstração de força e foi posta abaixo decisivamente por Ras Kassa Haile Darge; Balcha Safo se rendeu e foi preso.
- Golpe de Estado Etíope contra o rei Tafari Makonnen (o futuro Imperador Haile Selassie I da Etiópia), o golpe de Estado terminou em fracasso.

## 1930 - 1939
1930

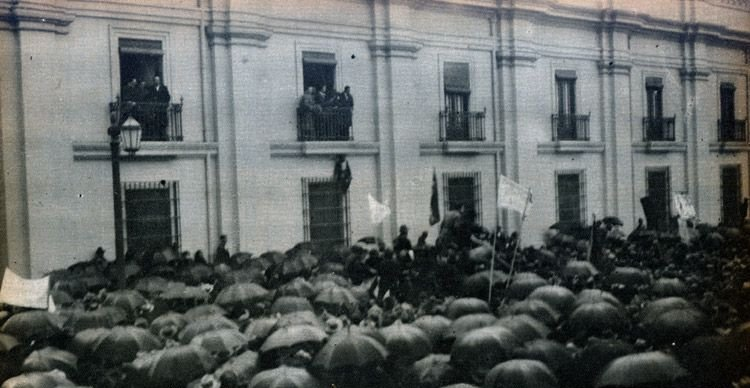
Marcha em apoio à proclamação da República Socialista do Chile, na frente de La Moneda Palace (12 de junho de 1932).

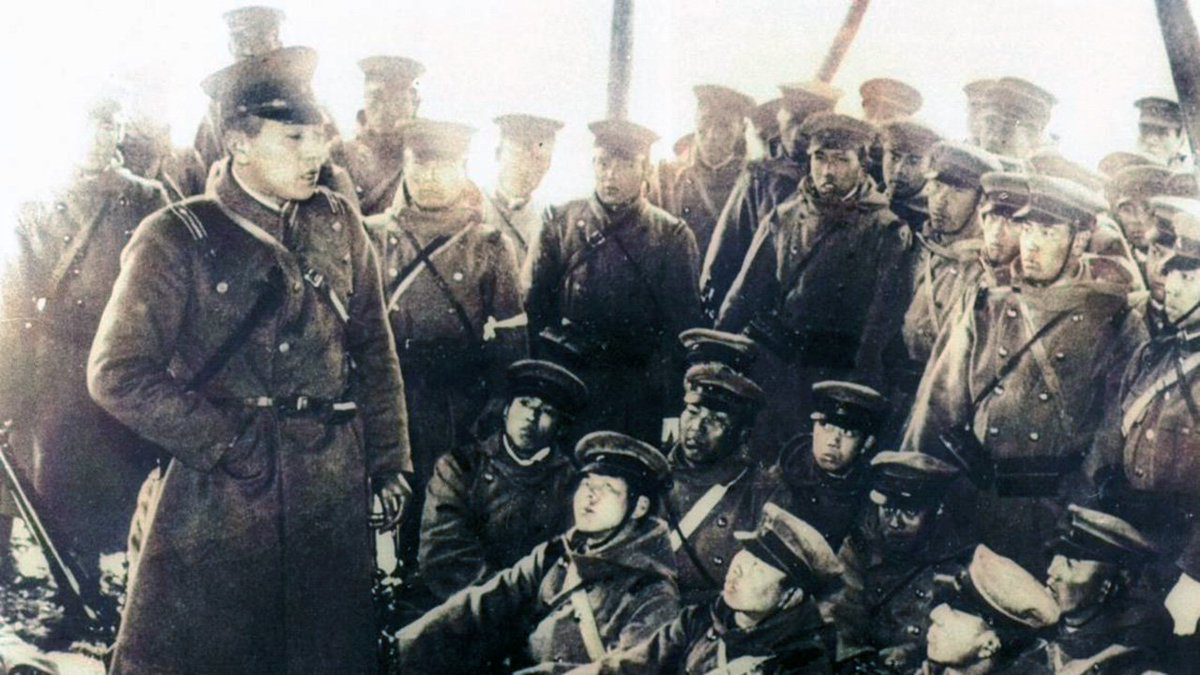
1º tenente Niu Yoshitada e suas tropas rebeldes no Incidente de 26 de fevereiro.

- Levante por Ras Gugsa Welle contra o rei Tafari Makonnen (o futuro Imperador Haile Selassie I da Etiópia) colocou decisivamente na Batalha de Anchem pelo Ministro da Guerra, Ras Mulugeta Yeggazu.
- Getúlio Vargas toma o poder no Brasil, em um golpe sem derramamento de sangue a princípio.
- Rafael Leónidas Trujillo retira do poder Horacio Vásquez, na República Dominicana depois de um furacão devastador.
- Golpe militar na Argentina. O General José Félix Uriburu derruba o presidente Hipólito Yrigoyen.
- Um golpe militar no Peru. Luis Miguel Sánchez Cerro depõe Augusto Leguía.

1931
- Golpe de Estado na Panamá, o presidente Florencio Arosemena Harmodio, a partir de Comitê de ação comunitária, conseguem derrubar e depor Ricardo J. Alfaro.

1932
- A Rebelião de Mäntsälä,  tentativa de golpe fracassada pelo Movimento Lapua na Finlândia.
- O Incidente de 15 de Maio, uma tentativa de golpe no Japão.
- O golpe de Estado siamês de 1932 marca a transição sem derramamento de sangue da monarquia absoluta a monarquia constitucional na atual Tailândia.
- Os militares chilenos lideram um golpe de Estado, que depõe o presidente Juan Esteban Montero e criam a República Socialista do Chile. Após 12 dias, outros oficiais do Exército encabeçam um contragolpe e acabam com a República Socialista. O novo presidente provisório, Abraham Oyanedel, restaura a democracia.
- Golpe militar frustrado na Espanha, liderado pelo general Sanjurjo.

1933
- O presidente do Uruguai, Gabriel Terra dissolve o Parlamento e chefia um golpe de Estado.
- Fulgencio Batista em Cuba expulsa Carlos Manuel de Céspedes y Quesada na "Revolta dos Sargentos"

1934
- Golpe de Konstantin Pats na Estónia.
- Golpe de Kārlis Ulmanis na Letónia.
- Em 25 de julho fracassou a tentativa de golpe na Primeira República Austríaca pelos nazistas austríacos, no chamado Putsch de Julho (em alemão: Juliputsch), resultando no assassinato do chanceler Engelbert Dollfuß.
- Golpe de Estado de 19 de maio no Reino da Bulgária.

1935
- Fracassada tentativa de golpe venizelista em 1 de Março na Grécia
- Em um golpe interno no México, o presidente Lazaro Cardenas exila e deporta o ex-presidente Plutarco Elias Calles, terminando eficazmente o controle de Calles sobre o governo mexicano.
- Em 10 de Outubro, o general Georgios Kondylis depõe governo e abole a República, restaurando a monarquia grega.
- Fracassa tentativa de golpe comunista no Brasil. É a Intentona Comunista, que fora liderado pelo casal Olga Benário e Luís Carlos Prestes.

1936
- Incidente de Xi’an, o general Chiang Kai-shek foi seqüestrado por seu vice Zhang Xueliang, que exigiu que Chiang parasse de lutar os comunistas chineses e, em vez disso concordasse com uma resistência unida contra os japoneses. Sua esposa e seu irmão em negociações posteriores com Zhang asseguram a liberação de Chiang.
- Parte do exército toma o controle de partes da Espanha no início da Guerra Civil Espanhola. Mais tarde, o general Francisco Franco assume o controle do país como ditador.
- O Incidente de 26 de Fevereiro, uma fracassada tentativa de golpe no Japão por jovens oficiais militares que conseguiram instalar um governo militarista.
- Golpe de Ioannis Metaxas na Grécia em 4 de agosto, e o estabelecimento do Regime de 4 de Agosto.
- Golpe de Estado de 30 de Outubro por Bakr Sidqi e Hikmat Sulayman no Reino do Iraque para depor o primeiro-ministro Yasin al-Hashimi.

1937
- O Presidente brasileiro Getúlio Vargas, governando democraticamente desde 1934, lança um autogolpe e se torna o ditador do Estado Novo.

1938
- Forças de Vargas detectam uma tentativa de golpe Integralista no Brasil. Vargas e os guardas atiram contra os insurgentes no Palácio Guanabara.

1939
- Golpe de Estado na Espanha contra o Segunda República Espanhola, em 5 de março, para pôr um fim à  guerra civil por um acordo entre os militares, o que limitaria a influência do  comunismo.

## 1940 - 1949
1940

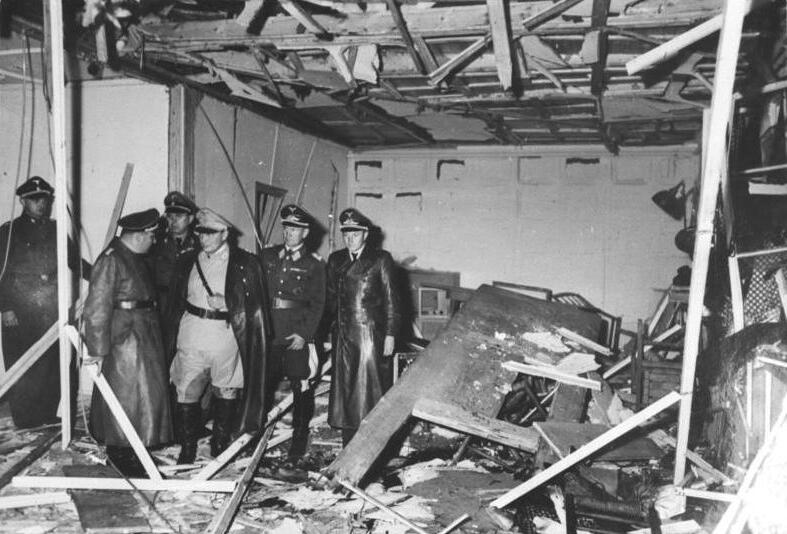
A sala de conferências onde Hitler sobreviveu ao atentado de 20 de julho após a explosão.

- O político fascista norueguês Vidkun Quisling tenta derrubar o governo norueguês, em resposta à invasão alemã da Dinamarca e Noruega.
- Os soviéticos organizam golpes durante a ocupação das Repúblicas Bálticas: Estônia, Letônia e Lituânia.
- Juan Andreu Almazan tenta um golpe para impedir a posse do presidente mexicano eleito Manuel Avila Camacho.

1941
- O pró-alemão Rashid Ali Al-Gaylani e o Quadrado Dourado derrubam o regime do regente pró-britânico 'Abd al-Ilah (Golpe de estado no Iraque de 1941), levando à Guerra Anglo-Iraquiana.
- O rei pró-britânico Pedro II e seus partidários organizaram um golpe de Estado no Reino da Iugoslávia para substituir o Príncipe Regente pró-alemão Paulo levando à invasão do Eixo a Iugoslávia.

1942
- Golpe de resistência francesa em Argel, pelo qual 400 Civil patriotas franceses neutralizaram o XIX Exército de Vichy em Argel, durante 15 horas, são presos generais vichystas (Juin, Darlan, etc), e assim permitiu o sucesso imediato da Operação Tocha.

1943
- Golpe militar na Argentina em 4 de junho. Arturo Rawson derrubou Ramón Castillo. Juan Domingo Perón, no Departamento do Trabalho,  se tornou tão popular que foi eleito democraticamente em 1946.
- O golpe de 24 de julho remove o ditador fascista Benito Mussolini como primeiro-ministro do Reino da Itália e substitui-o com o marechal Pietro Badoglio;, o conde Dino Grandi e o Grande Conselho do Fascismo votaram esmagadoramente para pedir ao rei Victor Emmanuel que retomasse a sua plenos poderes constitucionais e, no dia seguinte, o rei convocou Mussolini para o seu palácio e o dispensou.

1944
- O Atentado de 20 de julho lançado pela resistência alemã e o Exército de Reserva alemão como parte da Operação Valquíria para matar Adolf Hitler e tomar o controle do Terceiro Reich de modo a negociar a paz com os Aliados. O golpe falha depois que Hitler não morreu na explosão de uma bomba e o Exército de Reserva começa a se recusar a receber ordens da resistência alemã. A 5000 conspiradores são dados julgamentos e são sumariamente executados.
- O Golpe de Estado do Rei Miguel em 23 de Agosto; o ditador pró-alemão Ion Antonescu foi derrubado e o rei Miguel da Romênia retira a nação do lado das potências do Eixo para os Aliados.
- No golpe de Estado de 9 de setembro na Bulgária, o governo do primeiro-ministro pró-alemão Konstantin Muraviev foi deposto e Kimon Georgiev da Frente Patriótica retira a nação do lado das potências do Eixo para os Aliados.
- Operação Panzerfaust em outubro; Alemanha nazista forçosamente substitui o governo monarquista húngaro do Regente  Miklós Horthy com o governo pró-nazista do Partido da Cruz Flechada de Ferenc Szálasi.
- Golpe de Estado em El Salvador, derruba o ditador militar Maximiliano Hernández Martínez com a greve.

1945
- O Governo de Getúlio Vargas no Brasil termina em um golpe liderado por membros das Forças Armadas do Brasil e ministros do Estado Novo, como Goes Monteiro e Eurico Gaspar Dutra.
- Isaías Medina Angarita é derrubado em um golpe e Rómulo Betancourt é nomeado para liderar uma junta cívico-militar na Venezuela.

1947
- Golpe de Estado na Tailândia; com a derrubada de Thawal Thamrong Navaswadhi e o retorno de Plaek Pibulsonggram.
- Golpe comunista na Romênia. O Rei Miguel é forçado a abdicar e deixar o país.
- Golpe de Estado na Nicarágua. General Anastasio Somoza García derrubou Presidente Leonardo Argüello Barreto em 26 de maio, após 26 dias de governo.

1948
- Golpe comunista na Tchecoslováquia.
- Golpe de Estado derruba o governo democraticamente eleito de Rómulo Gallegos na Venezuela. A junta militar é instalada com Carlos Delgado Chalbaud como seu líder.
- Fracassada tentativa de golpe no Reino do Iêmen
- Um golpe militar no Peru. Manuel A. Odría depõe José Luis Bustamante y Rivero.

1949
- Golpe militar na Síria pelo general Husni al-Za'im contra o presidente Shukri al-Quwatli.

## 1950 - 1959
1950

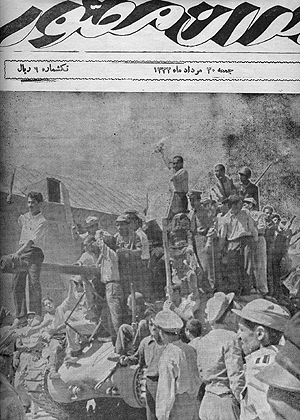
Eventos do golpe de estado no Irã de 1953.

- Golpe militar no Haiti derruba o presidente Dumarsais Estimé após uma crise constitucional.

1951
- Golpe militar mal sucedido (Marinha) na Tailândia.
- Golpe militar bem-sucedido (Exército) na Tailândia.
- "Conspiração Rawalpindi": tentativa de golpe militar da esquerda no Paquistão
- Golpe militar sem sucesso na Argentina contra Juan Domingo Perón
- O general boliviano Hugo Ballivián estabelece uma junta militar na Bolívia para evitar que o reformista eleito Víctor Paz Estenssoro tome posse.

1952
- Golpe militar no Egito derruba a monarquia.
- Fulgencio Batista, com apoio dos EUA conduz golpe de Estado bem-sucedido e sem derramamento de sangue para derrubar o governo democraticamente eleito de Cuba.

1953
- Os Estados Unidos e o Reino Unido patrocinam um golpe de Estado no Irã de codinome Operação Ajax, contra o governo democraticamente eleito do primeiro-ministro Mohammed Mossadegh. O golpe pôs fim a  25 anos de ditadura de  Mohammad-Rezā Xá Pahlavi, que dependia fortemente do apoio dos EUA para se manter no poder até que o próprio xá foi deposto em fevereiro de 1979..[6][7][8]
- "Golpe Constitucional" no Paquistão pelo governador-geral do Paquistão, Ghulam Mohammad, apoiado pelo Marechal de Campo Ayub Khan. Mohammad demitiu o primeiro-ministro e dissolveu a Assembleia Constituinte.
- Um golpe militar na Colômbia. Assume o general Gustavo Rojas Pinilla, que é derrubado em 1957.

1954
- Na Guatemala, o governo democraticamente eleito de Jacobo Arbenz Guzmán foi deposto pelo coronel Carlos Castillo Armas, em uma operação organizada pela Agência Central de Inteligência com codinome Operação PBSUCCESS.[9]
- Golpe militar no Paraguai, com apoio dos EUA. Assume o ditador Alfredo Stroessner, que permanecerá no cargo até 1989.
- Golpe militar em Yanaon (Colônia francesa na Índia), liderado por Raphael Dadala Ramanayya, derrubando o domínio francês no Yanaon.

1955
- Um contra-golpe no Brasil, liderado pelo Marechal Lott com apoio dos EUA derrubou o governo legal de dia dois de duração de Carlos Luz e impede um golpe contra o presidente eleito Juscelino Kubitschek.
- Revolución Libertadora na Argentina foi um golpe militar que derruba o presidente Juan Domingo Perón.

1956
- Tentativa fracassada de golpe militar liderado pelo coronel Ramón Barquín contra o presidente cubano Fulgencio Batista[10][11]

1957
- O militares colombianos apoiam greves e revoltas estudantis e depõe Gustavo Rojas Pinilla, dando poder à Junta Militar Colombiana e ao presidente Gabriel París Gordillo[12]
- Quase-golpe leva à coexistência de dois governos em San Marino por um mês (o chamado "Fatti di Rovereta").
- Golpe de Estado na Tailândia; com a derrubada de Plaek Pibulsonggram.

1958
- Após tentativas fracassadas pelos pilotos treinados pelos norte-americanos da força aérea na Venezuela para derrubar Marcos Perez Jimenez, bombardeando o seu palácio, revoltas estudantis eclodiram em Caracas. Após três semanas de protestos, os militares removeram Jimenez e instalaram Wolfgang Larrazábal, comandante da Marinha venezuelana.
- Golpe militar no Paquistão. O chefe do Exército e ministro da Defesa, o general Ayub Khan derruba o governo de Iskander Mirza e torna-se presidente após ganhar um plebiscito fraudado.
- Golpe militar no Iraque derruba a monarquia.
- Golpe militar na França. O General Jacques Massu  assume Argel e ameaça invadir Paris, a menos que Charles de Gaulle se torne chefe de Estado.

1959
- Força Aérea militar sequestra um avião civil e tenta um golpe contra Juscelino Kubitschek no Brasil
- Golpe de Estado (considerado como revolução por alguns historiadores) em Cuba. Derruba da ditadura de Fulgencio Batista pela guerrilha liderada por Fidel Castro, Raul Castro e outros.

## 1960 - 1969
1960
- Golpe militar na Turquia.
- Golpe militar na República Democrática do Congo.
- Golpe militar fracassado contra Haile Selassie I da Etiópia

1961
- Golpe de Estado de 16 de Maio na Coreia do Sul liderado por Park Chung Hee. Derrubou a Segunda República da Coreia do Sul e criou o Conselho Supremo para a Reconstrução Nacional.
- Golpe militar fracassado na França em meio da Guerra da Argélia por quatro generais aposentados do exército que pretendiam derrubar o presidente Charles de Gaulle, que chegou ao poder através de golpe de Estado militar em 1958.

1962
- Golpe militar na Argentina. Presidente Arturo Frondizi foi derrubado pelos militares no exterior.
- Golpe militar no Peru; o general Ricardo Pérez Godoy derruba o governo peruano chefiado por Manuel Prado Ugarteche.
- Golpe militar no Reino do Iêmen
- Tentativa de golpe militar liderado por oficiais cristãos no Ceilão (atual Sri Lanka).
- Golpe militar na Birmânia pelo general Ne Win que derruba o governo constitucionalmente eleito do primeiro-ministro U Nu.

1963
- Miguel Ydígoras Fuentes da Guatemala é derrubado pelos militares. Enrique Peralta Azurdia tomou o poder e estabeleceu o Partido Democrático Institucional até as eleições ocorrerem em 1966.[13]
- Militares derrubam o presidente Juan Bosch em setembro de 1963, apenas sete meses depois de seu mandato como o primeiro presidente democraticamente eleito na República Dominicana desde 1924. Bosch foi substituído por uma junta militar até ser deposto em 1965.[14]
- Tentativa de golpe militar fracassada na Turquia.
- Golpe militar no Vietnã do Sul, derrubando Ngo Dinh Diem, com apoio dos EUA.
- Golpe militar no Equador.
- Golpe militar em Togo.[15]
- Golpe militar na Síria.
- Um golpe militar no Iraque realizado pelos líderes do Baath em Bagdá, derrubou o regime do general Abd al-Karim Qasim, o General foi capturado e morto.[16]
- Militares derrubam o governo democrático de Honduras, 10 dias antes de uma eleição programada. Oswaldo López Arellano toma o poder de Ramón Villeda Morales impedindo a provável sucessão de Modesto Rodas Alvarado.

1964
- Tentativa de golpe de Estado na Itália por grupos militares. (Piano Solo)
- Revolucionários locais derrubam Sultan Jamshid bin Abdullah em Zanzibar.
- Humberto Castelo Branco foi empossado como presidente após o golpe de estado que retirou João Goulart do poder.[17]
- Golpe militar na Bolívia; o vice-presidente René Barrientos, em conluio com o general Alfredo Ovando Candía, derruba o presidente Víctor Paz Estenssoro.[18]
- Golpe militar no Vietnã do Sul derrubando Duong Van Minh.
- Breve golpe militar no Gabão é reprimido com a ajuda da França.
- Golpe militar encerra o governo do presidente democraticamente eleito João Goulart.

1965
- Uma conspiração na República Popular da Bulgária para derrubar Todor Zhivkov é descoberta.
- Golpe militar na Argélia, o ministro da Defesa, o coronel Houari Boumediene, assume.[15]
- Falha tentativa de golpe militar na Indonésia.
- Golpe militar na República Democrática do Congo (Zaire), liderado por Mobutu Sese Seko[15]
- Golpe militar na República Centro Africana.[15]

1966
- Golpe militar em Gana.
- Golpe militar no Alto Volta (atual Burkina Faso).[15]
- Golpe militar na Síria.
- Golpe militar na Nigéria levando ao final da primeira república. O Major-General Johnson Aguiyi-Ironsi torna-se Chefe de Estado.[15]
- Golpe palaciano em Abu Dhabi; o xeque Shakhbut bin Sultan al Nahyan é deposto por seu irmão, o xeque Zayed bin Sultan al Nahyan, que tomou o poder do emirado com apoio das autoridades coloniais britânicas.[19]
- Golpe militar na Nigéria. Yakubu Gowon chega ao poder com a derrubada de  Johnson Aguiyi-Ironsi.
- Golpe militar na Argentina. O presidente civil Arturo Illia é derrubado por forças militares com apoio da liderança do general Juan Carlos Onganía.
- Alegada tentativa de golpe no Sri Lanka.

1967
- Golpe militar na Grécia. Estabelecimento da Ditadura dos coronéis.
- Tentativa de golpe militar (Operação Guitar Boy) em Gana.
- Golpe militar em Togo leva há 38 anos de domínio de Gnassingbé Eyadéma
- Golpe militar contra o primeiro-ministro da Serra Leoa, Siaka Stevens, e o Governador-Geral de Serra Leoa, pelo brigadeiro David Lansana que se declara líder interino.
- Coronel do Exército de Biafra, Victor Banjo, trama um golpe contra o presidente de Biafra, Odumegwu Ojukwu. A tentativa de golpe é descoberta por um informante e, posteriormente, Banjo e dois outros golpistas são executados em 22 de setembro.

1968
- Golpe militar no Panamá contra o presidente do Panamá Arnulfo Arias Madrid, liderado pelo general Omar Torrijos.
- Golpe no Iraque que retorna o Partido Baath ao poder.[20]
- Golpe militar no Peru liderado pelo general Juan Velasco Alvarado.
- "Golpe dos Sargentos": golpe militar contra o brigadeiro Andrew Juxon-Smith pelo brigadeiro John Amadu Bangura restaura Siaka Stevens como Primeiro-Ministro de Serra Leoa.

1969
- O Coronel Muammar Gaddafi derruba a monarquia na Líbia.[15]
- Golpe militar na Somália.
- Golpe militar no Sudão.[15]
- Pedro Aleixo, o legal vice-presidente do Brasil, é substituído por uma Junta Militar depois que Artur da Costa e Silva deixa o cargo devido a um acidente vascular cerebral.
- Golpe militar no Paquistão, o Chefe do Exército, o general Yahya Khan, força o presidente, o marechal Ayub Khan (ele mesmo chegou ao poder em um golpe de Estado) a entregar o poder.

## 1970 - 1979
1970
- Golpe de Estado na Síria, liderado por Hafez al-Assad (Revolução Corretiva na Síria de 1970)
- Golpe de Estado na Bolívia, com apoio dos EUA, logo seguido de um contragolpe de esquerda.
- Golpe em Omã, Qaboos bin Said expulsa seu pai Said bin Taimur para se tornar sultão.
- Tentativa de golpe na Itália por grupos fascistas. (Golpe Borghese).
- Tentativa de golpe no Japão pela Tatenokai.
- Golpe militar no Camboja expulsa Norodom Sihanouk e instala Lon Nol.
- Planos estadunidenses de "golpe constitucional" para evitar que Salvador Allende assumisse o poder no Chile.[21]

1971
- Golpe militar na Turquia (Golpe de Memorando).
- Golpe militar em Uganda liderado por Idi Amin.[15]
- O primeiro-ministro, Marechal Thanom Kittikachorn, lança um autogolpe para derrubar seu próprio governo na Tailândia.
- Um breve golpe militar no Sudão contra o governo de Gaafar Nimeiry.
- Frustrado golpe de Estado em Marrocos em 10 de julho.

1972
- O Coronel Ignatius Kutu Acheampong conduziu um golpe de Estado para derrubar o governo democraticamente eleito do Partido do Progresso e seu líder Dr. Kofi Busia em 13 de Janeiro de 1972, em Gana.
- Golpe de Estado no Marrocos em 1972

1973
- Em junho, Roberto Souper lança um golpe fracassado, chamado Tanquetazo, contra presidente chileno Salvador Allende.
- A Conspiração Attock ocorreu no Paquistão, onde um grupo de oficiais do Exército e da Força Aérea traçam, sem sucesso, a derrubada do governo de Zulfiqar Ali Bhutto.
- Em 11 de setembro, em uma nova tentativa com o apoio dos EUA consegue instalar uma junta militar encabeçada por Augusto Pinochet no Chile.
- O Presidente Juan María Bordaberry do Uruguai dissolve o Parlamento em um golpe de Estado, assim estabelecendo a ditadura civil-militar uruguaia.
- Em 25 de Novembro, a linha dura do Exército liderado pelo brigadeiro Dimitrios Ioannidis derruba o até então líder da junta militar grega, Presidente Georgios Papadopoulos.
- Golpe de Estado em Ruanda em 1973

1974
- Golpe militar de esquerda em Portugal remove ditadura.
- Golpe militar em Chipre patrocinado pelos coronéis gregos derruba Makarios III e detona a invasão pela Turquia.
- Golpe militar na Etiópia pela junta comunista liderada pelo general Aman Andom e Mengistu Haile Mariam.[15]

1975
- Golpe militar em Bangladesh liderado por combatentes pela liberdade de 1971, vários jovens majores com o apoio do general Ziaur Rahman, derruba o governo de  Sheikh Mujibur Rahman e em conjunto de Khondaker Mustaq Ahmed como chefe de Estado.
- Golpe militar nas Comores; o mercenário Bob Denard removido do cargo de presidente por Ahmed Abdallah em um golpe armado em 3 de agosto de 1975,
- Golpe militar na Nigéria derruba Yakubu Gowon. Murtala Ramat Mohammed chega ao poder.
- Golpe militar em Bangladesh liderado pelo brigadeiro Khaled Mosharraf,  prende o  Chefe do Estado Maior Ziaur Rahman. Quatro dias depois, Khaled Mosharraf foi morto em um contra-golpe liderado por Abu Taher, que liberta o General Ziaur Rahman e restaura-o como o Chefe do Estado Maior. Depois de um mês, o General Ziaur Rahman trai Abu Taher e matou-o e se tornando o presidente de Bangladesh
- Golpe militar no Chade derruba e mata o presidente François Tombalbaye.
- Fracassado golpe militar na Grécia
- Golpe militar no Peru liderado pelo general Francisco Morales Bermúdez derruba o presidente Juan Velasco Alvarado.

1976
- Golpe militar no Equador.
- O Marechal Ye Jianying e o líder político Hua Guofeng iniciam um golpe contra o Bando dos Quatro, liderado pela viúva de Mao Tsé-tung, Jiang Qing e levando para o retorno de Deng Xiaoping e o lançamento das Era das reforma da China.
- Golpe militar na Tailândia.
- Falha tentativa de golpe na Nigéria. Murtala Ramat Mohammed mata Olusegun Obasanjo, mas escapa de assassinato e se torna chefe de Estado.
- Golpe militar na Argentina derruba Isabel Martínez de Perón e conduz ao Processo de Reorganização Nacional.

1977
- Golpe militar no Paquistão, com o apoio dos EUA. O Chefe do Exército, o general Muhammad Zia-ul-Haq, derruba o governo civil e trava o primeiro-ministro Zulfiqar Ali Bhutto, em 1979, depois de um julgamento simulado.
- 21 golpes fracassados ocorreram durante o período do general Ziaur Rahman, em Bangladesh. O General Ziaur Rahman matou 2.500 soldados e oficiais (Exército, Força Aérea, Marinha) para estes golpes falhados.
- Em 1977, um golpe de estado bem-sucedido nas Seychelles derrubou o primeiro presidente da república, James Mancham, substituindo-o com o francês Albert René.

1978
- Golpe comunista no Afeganistão.
- Uma tentativa de golpe de Estado na Somália: um grupo de oficiais, principalmente do clã Majeerteen (Darod), não conseguiu derrubar o governo ditatorial sob Siad Barre. A maioria das pessoas que ajudaram a planejar o golpe foram sumariamente executadas, contudo oficiais  proeminentes, incluindo Abdullahi Yusuf Ahmed sobreviveram e formaram o primeiro grupo de resistência contra Barre conhecido como a Frente Democrática da Salvação Somali.

1979
- Tentativa de golpe de Estado no Irã, apoiado pelos EUA, para derrubar o governo provisório, que chegou ao poder após a Revolução Iraniana
- O Golpe de Estado de 12 de Dezembro na Coreia do Sul. Chun Doo-hwan estabelece presidência.
- Em 4 de Junho, o tenente Jerry John Rawlings, o major Boakye Danquah e outros iniciam um levante militar que remove o governo do general ganense FWK Akuffo do poder depois de uma tentativa anterior sem sucesso, em maio.
- O imperador Centro Africano Jean-Bédel Bokassa foi deposto no golpe da Operação Barracuda liderada pela França em 20 de setembro. O Império Centro-Africano foi dissolvido e a República Centro Africana foi restaurada com David Dacko sendo o presidente.
- Golpe de Estado em El Salvador.
- Golpe em Guiné Equatorial, Teodoro Obiang Nguema Mbasogo depõe o tio Francisco Macías Nguema. [15]

## 1980–1989
1980
- "Golpe da Cocaína" na Bolívia de Luis García Meza Tejada.
- Golpe militar na Turquia.
- Golpe militar na Libéria, liderado pelo Sargento Samuel Kanyon Doe, que derruba o governo liderado pelo presidente William R. Tolbert, encerrando 102 anos de dominação contínua pelo Partido True Whig.
- Golpe militar na Guiné-Bissau.[15]
- Golpe de Estado bem-sucedido no Suriname por oficiais militares liderados por Desi Bouterse, que resultou na ditadura militar até 1988.

1981
- Fracassado golpe na Espanha liderado por Antonio Tejero.
- Fracassado golpe na Gâmbia liderado por Kukoi Sanyang; suprimido por Dawda Kairaba Jawara com a ajuda de tropas do Senegal.
- Fracassada tentativa de golpe militar em Bangladesh mata Ziaur Rahman.
- Fracassado golpe no Suriname liderado por Wilfred Hawker.
- Em 1 de setembro, o presidente central africano David Dacko é derrubado por um golpe de Estado pelo chefe do Exército, general André Kolingba.
- Em 31 de dezembro, o tenente Jerry John Rawlings inicia a segunda fase de um golpe militar bem-sucedido em Gana derrubando o governo constitucional do Dr. Hilla Limann.
- Fracassado golpe em Seychelles liderado por Mike Hoare.
- Golpe militar bem-sucedido na Polônia liderado por Wojciech Jaruzelski.

1982
- Golpe militar em Bangladesh pelo general Hossain Mohammad Ershad derruba o governo constitucionalmente eleito do Presidente Abdus Sattar.
- Fracassado golpe no Quênia por alguns membros da Força Aérea Queniana.
- Fracassado golpe no Suriname liderado por Surendre Rambocus.

1983
- Golpe militar palaciano na Nigéria. O segundo presidente da República, Shagari é derrubado; Muhammadu Buhari toma o poder.
- Golpe militar em Granada por Hudson Austin e contra-golpe e invasão com o apoio dos EUA.

1984
- Golpe fracassado em Camarões por alguns membros da Guarda Presidencial.
- Maaouya Ould Sid'Ahmed Taya sobe ao poder na Mauritânia depois de um golpe de Estado que derruba o presidente Mohamed Khouna Ould Haidalla.[15]
- Golpe de Estado na Guiné traz ao poder Lansana Conté.[15]

1985
- Golpe militar em Uganda liderado por Bazilio Olara-Okello e Tito Okello.
- Golpe militar na Nigéria. Ibrahim Babangida substitui Muhammadu Buhari.
- Golpe militar no Sudão liderado por Abdel Rahman al-Dahab Swar (ver: Conselho Militar de Transição)

1986
- Fracassado golpe nas Filipinas liderado por Juan Ponce Enrile e Gregorio Honasan. Isto conduz aos acontecimentos de 22-25 fevereiro de 1986, mais conhecidos como a Revolução do Poder Popular.

1987
- Fracassada tentativa de golpe militar na Argentina contra o presidente Raúl Alfonsín: em abril diversos quarteis liderado pelo movimento Carapintada de Aldo Rico aumentou.
- Fracassada tentativa de golpe, conhecido como o Golpe de Agosto de 1987 nas Filipinas, comandada pelo Coronel Gregorio Honasan.
- Golpe militar sem derramamento de sangue em Fiji liderado pelo tenente-coronel Sitiveni Rabuka, que derruba o governo do primeiro-ministro Timoci Bavadra e também depõe a rainha Elizabeth como chefe de Estado. Depois de entregar temporariamente o poder a um conselho de ministros, Rabuka no final daquele ano, assumiu o controle do país novamente e declarou a república.
- Em 15 de outubro, em Burkina Faso, Thomas Sankara foi assassinado em um golpe.[15]
- Golpe de Estado sem derramamento de sangue na Tunísia liderado pelo Primeiro Ministro General Zine El Abidine Ben Ali que derruba o presidente Habib Bourguiba.[15]
- Golpe de Estado no Burundi em 1987[15]

1988
- Golpe militar na Birmânia com o esmagamento da insurreição dos "Quatro Oitos".
- Fracassada tentativa de golpe militar na Argentina contra o presidente Raúl Alfonsín: em janeiro em Monte Caseros liderado pelo movimento Carapintada de Aldo Rico.
- Fracassada tentativa de golpe militar na Argentina contra o presidente Raúl Alfonsín: em dezembro em Villa Martelli liderado pelo movimento Carapintada de Mohamed Alí Seineldín.
- Golpe de Estado no Haiti em junho de 1988 (Henri Namphy derruba Leslie Manigat)
- Golpe de Estado no Haiti em setembro de 1988 (Prosper Avril derrubando Henri Namphy)

1989
- Tentativa fracassada de golpe nas Filipinas pelo coronel Gregorio Honasan. Este golpe é às vezes chamado de Golpe de Dezembro de 1989.
- Tentativa fracassada de golpe na Etiópia por oficiais superiores do exército contra o regime do coronel Mengistu Haile Mariam.
- Golpe bem-sucedido no Paraguai contra Alfredo Stroessner liderado por Andrés Rodríguez.
- Fracassada tentativa de golpe no Panamá contra Manuel Noriega liderado por Moises Giroldi.
- Omar Hassan Ahmad al-Bashir assume o poder com um golpe no Sudão.[15]

## 1990–1999
1990
- Fracassada tentativa de golpe na Nigéria liderada pelo coronel Gideon Orkar.
- Fracassada tentativa de golpe em Trinidad e Tobago liderada por Jamaat al Muslimeen de Yasin Abu Bakr (27 de julho)
- Fracassada tentativa de golpe na Argentina contra o presidente Carlos Saúl Menem liderado pelo movimento Carapintadas de Mohamed Alí Seineldín (3 de dezembro)
- Fracassada tentativa de golpe contra o presidente do Panamá, Guillermo Endara.
- Golpe militar no Chade. Hissène Habré é deposto por rebeldes liderados por Idriss Deby.

1991
- Fracassada tentativa de golpe (o chamado Putsch de Agosto) na União Soviética.
- No Haiti, o grupo armado FRAPH, apoiado pelos EUA, derruba o presidente democraticamente eleito Jean-Bertrand Aristide em um golpe militar em setembro de 1991. Aristide é substituído por uma junta militar liderada por Raoul Cédras até ordens do presidente dos EUA, Bill Clinton, de retorno de Aristide para que retomasse o seu mandato como presidente.
- Golpe militar na Tailândia. Resulta no infame incidente Maio Negro.
- Golpe militar na Geórgia remove o presidente Zviad Gamsakhurdia do cargo.
- Golpe militar em Mali remove Moussa Traoré do cargo.[15]

1992
- Golpe militar na Argélia cancela eleições e as força o Presidente Chadli Bendjedid a renunciar.[15]
- O Presidente Alberto Fujimori lança um autogolpe no Peru.
- Golpe militar mal sucedido no Peru, do general Jaime Salinas Sedó contra Alberto Fujimori.
- Duas tentativas de golpe de Estado sem sucesso na Venezuela contra Carlos Andrés Pérez, em fevereiro e novembro, o primeiro liderado por Hugo Chávez
- Valentine Strasser toma o poder após um golpe em Serra Leoa.

1993
- O presidente russo, Boris Yeltsin lança um autogolpe com sucesso, dissolvendo ilegalmente o parlamento russo.
- O Presidente da Guatemala, Jorge Serrano Elias lança um autogolpe sem êxito (crise constitucional guatemalteca de 1993) , dissolvendo de forma ilegal o Parlamento da Guatemala e o Supremo Tribunal, mas o Tribunal Constitucional da Guatemala em uma declaração oficial remove imediatamente Elias do cargo por violar a ordem constitucional da Guatemala.
- Queda do presidente Abulfaz Elchibey do Azerbaijão.

1994
- Golpe militar em Gâmbia. Yahya Jammeh assume na Gâmbia em golpe de estado.

1995
- Tentativa de golpe fracassada no Azerbaijão.

1996
- Golpe militar no Burundi; Pierre Buyoya depõe Sylvestre Ntibantunganya.[15]
- Golpe fracassado contra Saddam Hussein no Iraque.[22]

1997
- Golpe de Estado apoiado de forma indireta pelos militares na Turquia. Foi nomeado um "golpe de Estado pós-moderno" por um dos generais de alto escalão. Embora o parlamento não foi dissolvido, a pressão militar resultou na renúncia do primeiro-ministro.
- Fracassa golpe na Zâmbia.
- Golpe de estado no República do Congo, homens de Denis Sassou Nguesso retiram Pascal Lissouba do poder.

1998
Na Albânia, o funeral de Azem Hajdari se torna violento como o Gabinete do Primeiro-Ministro sendo atacado, obrigando Fatos Nano a fugir às pressas e renunciar logo em seguida. Seu partido continua no poder.
1999
- Golpe militar no Paquistão. O Exército se recusa a obedecer o governo do primeiro-ministro Nawaz Sharif. O General Pervez Musharraf se torna presidente (com o título de "Chefe do Executivo") e exila Sharif para a Arábia Saudita supostamente em um autoexílio com um contrato 10 anos de não participar na política, depois que foi condenado por sequestro e condenado a prisão perpétua.
- Golpe militar na Costa do Marfim, o primeiro golpe desde a independência do país.[15]
- Golpe de estado em Comores, liderado por Azali Assoumani contra Tadjidine Ben Saïd Massounde, acusado de apoiar o movimento de independência da Ilha de Anjouan.

## 2000 - 2009
2000
- Golpe de Estado no Equador em 2000; em 21 de janeiro, indígenas equatorianos protestaram contra a política econômica do presidente Jamil Mahuad. O Coronel Lucio Gutiérrez permitiu que os manifestantes assumissem o Congresso Nacional. A junta tomou brevemente o poder, mas em poucas horas o vice-presidente Gustavo Noboa retomou o controle, com o apoio dos manifestantes. Gutiérrez foi eleito presidente em 2002 como membro do Partido Sociedade Patriótica 21 de janeiro.
- George Speight tenta um golpe contra o primeiro-ministro de Fiji, Mahendra Chaudhry.
- Fracassa golpe militar na Peru por Ollanta Humala contra Alberto Fujimori.
- Golpe de Estado nas Ilhas Salomão contra o primeiro-ministro Bartolomeu Ulufa'alu, liderado por rebeldes da Malaita Eagle Forces. Ulufa'alua é forçado a renunciar e substituído por Manasseh Sogavare.[23]

2002
- Tentativa de golpe na Costa do Marfim em 19 de setembro de 2002
- A Tentativa de golpe de estado venezuelano de 2002 foi um fracassado golpe de estado que durou 47 horas. O Presidente Hugo Chávez foi detido, a Assembleia Nacional e o Supremo Tribunal dissolvido, e Constituição do país, declarada nula. Pedro Carmona foi instalado como presidente interino.

2003
- Golpe militar na República Centro-Africana contra Ange-Félix Patassé.
- Tentativa de golpe de Estado na Mauritânia.
- Golpe militar em São Tomé e Príncipe contra Fradique de Menezes.
- Golpe militar na Guiné-Bissau contra Kumba Ialá.
- Motim fracassado e tentativa de golpe nas Filipinas liderado por oficiais subalternos direitistas conhecidos como Magdalo (amotinados).
- Fracassa golpe na Costa do Marfim.

2004
- Tentativa de golpe de Estado na República Democrática do Congo.
- A Rebelião no Haiti de 2004, um golpe de Estado que aconteceu após os conflitos que ocorreram durante várias semanas no Haiti em fevereiro de 2004, resultou no fim prematuro do segundo mandato do presidente Jean-Bertrand Aristide, em que deixou o Haiti em um avião americano acompanhado por militares dos EUA / segurança pessoal. A controvérsia permanece sobre o envolvimento dos EUA se a partida do presidente foi ou não foi voluntária. Aristide descreveu sua partida como um seqüestro. Um governo interino liderado pelo primeiro-ministro Gérard Latortue e pelo Presidente Boniface Alexandre foi instalado.
- Golpe de Estado fracassado contra o presidente do Chade Idriss Déby.
- Segunda tentativa de golpe na República Democrática do Congo (de Junho).
- Tentativa de golpe na Guiné Equatorial.

2005
- O golpe de Estado no Equador de 2005, resultou no fim prematuro da presidência de Lucio Edwin Gutiérrez Borbúa
- Golpe em Togo, legalizado pelo voto parlamentar, mas não reconhecido pela comunidade internacional.
- O Rei Gyanendra do Nepal, derruba o governo em um autogolpe, fazendo dele o chefe de governo. O governo é restabelecido em 24 de abril de 2006 depois de um movimento democrático maciço.
- Um golpe militar na Mauritânia derruba presidente Maaouya Ould Sid'Ahmed Taya. Um novo governo é criado por um grupo de militares liderado por Ely Ould Mohamed Vall. O grupo formou o Conselho Militar para a Justiça e Democracia para atuar como o Conselho de Administração do país.
- Frustrado golpe no Peru por Antauro Humala contra Alejandro Toledo Manrique.

2006

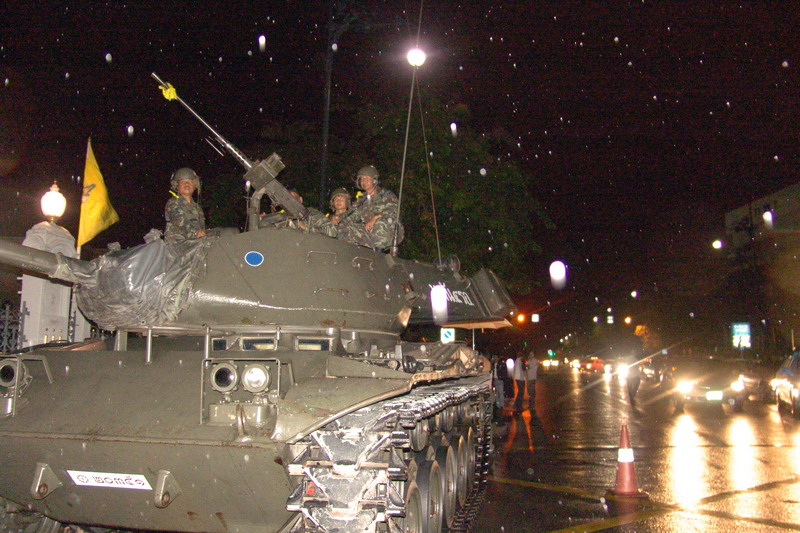
Tanques na rua de Banguecoque em 2006

- As Forças Armadas das Filipinas supostamente tentaram uma golpe militar nas Filipinas, visando a presidente Gloria Macapagal-Arroyo, o que levou a um estado de emergência no país.
- A Frente Unida para a Mudança Democrática supostamente tenta instigar um golpe militar no Chade para derrubar o presidente Idriss Déby.
- O Exército Real da Tailândia orquestra um golpe de Estado na Tailândia, que derruba o primeiro-ministro Thaksin Shinawatra, enquanto ele estava fora do país.
- As Forças Armadas Populares Malgaxes supostamente tentam um golpe militar em Madagascar contra o presidente Marc Ravalomanana.
- Os militares de Fiji derrubam o presidente Josefa Iloilo e o primeiro-ministro Laisenia Qarase em um golpe sem derramamento de sangue.
- Os militares da Costa do Marfim reivindicam o fracasso de uma tentativa de golpe visando ao Presidente Laurent Gbagbo.

2007
- Uma suposta tentativa de golpe pelo general Vang Pao e outros nos Estados Unidos para derrubar o governo do Laos é frustrado.
- As forças rebeldes filipinas lideradas pelo político da oposição, o senador Antonio Trillanes, fazem uma tentativa de golpe.
- Tentativa de golpe militar na Turquia, chamada de "e-golpe" (27 de abril), que lembra o "golpe de Estado pós-moderno" de 1997. O gabinete do Chefe do Estado Maior Geral posta um ultimato ao governo do AKP em seu site para bloquear a eleição de Abdullah Gül como presidente. Gül é eleito de qualquer maneira, e as ameaças não se concretizam.
- Fracassa golpe de Estado no Quênia contra Daniel Arap Moi

2008
- O Presidente do Timor-Leste José Ramos-Horta é baleado e ferido no que o primeiro-ministro Xanana Gusmão descreve como uma tentativa de golpe.
- Um golpe militar na Mauritânia, envolvendo a captura do Presidente Sidi Ould Cheikh Abdallahi, do primeiro-ministro Yahya Ould Ahmed El Waghef, e do ministro do Interior após a demissão de vários oficiais militares e uma crise política em que 48 deputados abandonaram o trabalho e um voto de desconfiança no gabinete.
- Um golpe militar ocorre na Guiné após a morte do Presidente Lansana Conté.
- Fracassa golpe de Estado na Guiné-Bissau contra João Bernardo Vieira.

2009
- Em uma tentativa de golpe em Madagascar o exército tomou um dos palácios presidenciais em 16 de março de 2009, no qual o presidente Marc Ravalomanana não estava presente. A proposta oferecida pelo presidente de um referendo para resolver a crise foi rejeitada. Em 17 de março de 2009, Marc Ravalomanana renunciou sob pressão dos militares.
- Em Honduras, o Exército tomou um dos palácios presidenciais em 28 de junho de 2009, e sequestrou o presidente Manuel Zelaya Rosales. As 23 nações do Grupo do Rio e a Assembleia Geral da ONU condenaram o golpe de Estado.[24][25]
- Em 4 de fevereiro de 2009 Governo da Malásia do Estado de Perak, a Aliança Popular, liderado por Mohammad Nizar Jamaluddin foi derrubado em um golpe de Estado organizado pela Organização Nacional dos Malaios Unidos (UMNO), que mais tarde estabeleceu um Governo do Estado rebelde próprio. A agitação política continua quando as milícias do UMNO invadiram e selaram a construção estatal da Assembleia Legislativa e expulsaram o legislativo orador do cargo. O atual líder do Governo do Estado Rebelde é o Dr. Zambry Abdul Kadir.

## 2010 - 2019
| Evento                                                                 | Ano  | Data                    | Tipo               | País                           | Líder do Golpe | Chefe de governo | Notas |
| ---------------------------------------------------------------------- | ---- | ----------------------- | ------------------ | ------------------------------ | --- | --- | --- |
| Golpe de Estado no Níger em 2010                                       | 2010 | 18 de fevereiro         | golpe              | Níger                          | chef d'escadron Salou Djibo | Presidente Mamadou Tandja | Presidente seqüestrado |
| Distúrbios militares em Guiné-Bissau de 2010                           | 2010 | 1 de abril              | tentativa de golpe | Guiné-Bissau                   | Almirante Bubo Na Tchuto e Chefe Adjunto do Estado-Maior do Exército Antonio Ndjai                                             | primeiro-ministro Carlos Gomes Júnior | O chefe do exército foi capturado e o primeiro-ministro foi brevemente detido por militares. |
| Crise no Equador de 2010                                               | 2010 | Setembro                | tentativa de golpe | Equador                        | desconhecido | Presidente Rafael Correa | O Presidente Correa foi atacado, depois temporariamente preso em um hospital em que o secretário-geral da Organização dos Estados Americanos chamou de "um golpe de Estado em formação". Mais tarde foi resgatado por tropas leais. |
| Crise em Madagáscar de 2010                                            | 2010 | 17-18 de novembro       | tentativa de golpe | Madagascar                     | O ex-ministro da Defesa Noel Rakotonandrasanana e o coronel Charles Andrianasoaviana, o chefe da Força de Intervenção Especial | Presidente da Alta Autoridade de Transição de Madagáscar Andry Rajoelina | [ 29 ] |
| Tentativa de golpe de Estado na República Democrática do Congo em 2011 | 2011 | 27 de fevereiro         | tentativa de golpe | República Democrática do Congo | desconhecido | Presidente da República Democrática do Congo Joseph Kabila | Seis pessoas foram mortas em um ataque a uma residência do presidente da República Democrática do Congo. |
| Tentativa de golpe de Estado no Niger em 2011                          | 2011 | 26 de Julho             | tentativa de golpe | Níger                          | desconhecido | Presidente Mahamadou Issoufou | Cinco soldados foram presos. |
| Tentativa de golpe de Estado em Guiné-Bissau em 2011                   | 2011 | 26 de Dezembro          | tentativa de golpe | Guiné-Bissau                   | Chefe da Marinha Natchuto Bubo                                                                                                 | Presidente Malam Bacai Sanha | [ 32 ] |
| Tentativa de golpe de Estado em Bangladesh em 2011                     | 2011 | Dezembro                | tentativa de golpe | Bangladesh                     | Major Syed Ziaul Haque | Primeira-Ministra Sheikh Hasina | [ 33 ] |
| crise constitucional na Papua Nova Guiné em 2011-2012                  | 2012 | 26 de Janeiro           | tentativa de golpe | Papua Nova Guiné               | Ex-primeiro-ministro Sir Michael Thomas Somare                                                                                 | Primeiro-Ministro Peter O'Neill | [ 34 ] |
| Golpe de Estado no Mali em 2012                                        | 2012 | 22 de Março             | golpe              | Mali                           | Soldados do Mali, capitão Amadou Sanogo                                                                                        | Presidente Amadou Toumani Touré | [ 35 ] |
| Tentativa de golpe de Estado em Malawi em 2012                         | 2012 | 5 de Abril              | tentativa de golpe | Malawi                         | Peter Mutharika | Presidente Joyce Banda | [ 36 ] |
| Golpe de Estado na Guiné-Bissau em 2012                                | 2012 | 12 de Abril             | golpe              | Guiné-Bissau                   | Vice-Chefe do Estado-Maior do Exército General Mamadu Ture Kuruma                                                              | Presidente Interino Raimundo Pereira e ex-primeiro-ministro e candidato presidencial Carlos Gomes Júnior | [ 37 ] |
| Tentativa de contra-golpe em Mali em 2012                              | 2012 | 30 de Abril - 1 de Maio | tentativa de golpe | Mali                           | partidários de Amadou Toumani Touré                                                                                            | Presidente interino Dioncounda Traoré, primeiro ministro interino Cheick Modibo Diarra e o líder golpista e Presidente do Comitê Nacional para a Restauração da Democracia e do Estado de Mali, o capitão Amadou Sanogo | [ 38 ] [ 39 ] |
| Tentativa de golpe de Estado na Costa do Marfim em 2012                | 2012 | 13 de Junho             | tentativa de golpe | Costa do Marfim                | partidários de Laurent Gbagbo                                                                                                  | Presidente Alassane Ouattara | [ 40 ] |
| Tentativa de golpe de Estado no Sudão em 2012                          | 2012 | 22 de Novembro          | tentativa de golpe | Sudão                          | desconhecido | Presidente Omar al-Bashir | [ 41 ] |
| Tentativa de golpe de Estado em Benin em 2013                          | 2013 | 4 de Março              | tentativa de golpe | Benin                          | Col. Pamphile Zomahoun | Presidente Boni Yayi | [ 42 ] |
| (primeira) tentativa de golpe de Estado na Líbia em 2013               | 2013 | 17 de Abril             | tentativa de golpe | Líbia                          | partidários de Muammar Gaddafi                                                                                                 | Primeiro Ministro Ali Zeidan | [ 43 ] |
| Tentativa de golpe de Estado em Comores em 2013                        | 2013 | 20 de Abril             | tentativa de golpe | Comoros                        | desconhecido | Presidente Ikililou Dhoinine | [ 44 ] |
| Tentativa de golpe de Estado no Chade em 2013                          | 2013 | 1 de Maio               | tentativa de golpe | Chade                          | desconhecido | Presidente Idriss Déby | Pelo menos quatro soldados mortos. Detenção de dois generais e um policial. |
| Golpe de Estado no Egito em 2013                                       | 2013 | 3 de Julho              | golpe              | Egito                          | General Abdul Fatah al-Sisi | Presidente Mohamed Morsi | Revolução e subsequente golpe militar derrubam o presidente Mohamed Morsi e seu governo eleito. |
| (segunda) tentativa de golpe de Estado na Líbia em 2013                | 2013 | 10 de outubro           | tentativa de golpe | Líbia                          | Abdel-Moneim al-Hour | Primeiro Ministro Ali Zeidan | [ 48 ] |
| Golpe de Estado na Tailândia em 2014                                   | 2014 | 22 de maio              | golpe              | Tailândia                      | General Prayuth Chan-ocha | Primeiro Ministro Niwatthamrong Boonsongpaisan | Crise política tailandesa de 2013-2014 e subsequente golpe militar derrubam o governo tailandês eleito, substituindo pelo Conselho Nacional para a Manutenção da Paz e da Ordem. |
| Revolução Abecásia                                                     | 2014 | 27 de maio - 1 de junho | tentativa de golpe | Abecásia                       | Raul Khadjimba | Presidente Aleksandr Ankvab | Levou Ankvab a renunciar e Valeri Bganba tornou-se presidente interino. |
| Golpe de Estado na Tailândia em 2014                                   | 2014 | 22 de maio              | golpe              | Tailândia                      | General Prayuth Chan-ocha | Primeiro Ministro Niwatthamrong Boonsongpaisan | Crise política tailandesa de 2013-2014 e subsequente golpe militar derrubam o governo tailandês eleito, substituindo pelo Conselho Nacional para a Manutenção da Paz e da Ordem. |
| Tentativa de golpe de Estado no Burundi em 2015                        | 2015 | 13 - 15 de maio         | tentativa de golpe | Burundi                        | General Godefroid Niyombare | Presidente Pierre Nkurunziza | O General Godefroid Niyombare recomendou que o presidente Pierre Nkurunziza não concorresse a um terceiro mandato, porém como este último estava ausente devido a uma cúpula na Tanzânia, aproveitou e anunciou que o presidente foi destituído de suas funções, e solicitou as forças policiais e a população para que bloqueassem o aeroporto da capital e fechassem as fronteiras, Nkurunziza rapidamente tentou retornar ao Burundi, porém estava aparentemente incapaz de fazê-lo porque os soldados rebeldes haviam tomado o controle do aeroporto de Bujumbura. Porém, o chefe das forças armadas Prime Niyongabo disse que a tentativa de golpe foi fracassada durante a virada de 13 para 14 de maio. No dia seguinte, o gabinete anunciou que o presidente retornou de viagem e afirmou que prendeu Niyombare e outros envolvidos. |
| Tentativa de golpe de Estado na Turquia em 2016                        | 2016 | 15 - 16 de julho        | tentativa de golpe | Turquia                        | Facções das Forças Armadas da Turquia                                                                                          | Presidente Recep Tayyip Erdoğan | [ 51 ] |
| Golpe de Estado no Zimbabwe em 2017                                    | 2017 | 14 - 21 de novembro     | tentativa de golpe | Zimbabwe                       | Constantino Chiwenga | Presidente Robert Mugabe | Militares detém o presidente Robert Mugabe e sua esposa, Grace Mugabe em prisão domiciliar, Mugabe também renunciou após ameaças de impeachment, Emmerson Mnangagwa foi designado sucessor. |
| Tentativa de golpe de Estado no Gabão em 2019                          | 2019 | 7 de janeiro            | tentativa de golpe | Gabão                          | Tenente Kelly Ondo Obiang | Presidente Ali Bongo | Durante a ausência do presidente Ali Bongo, que estava recebendo tratamento médico em Marrocos, rebeldes armados na capital Libreville, anunciaram a criação de um "Conselho Nacional de Restauração" para "restaurar a democracia no Gabão" e haviam ocorrido interrupções na internet do país, posteriormente Obiang foi preso e funcionários do governo afirmaram que a situação do país estava sob-controle. |

## 2020 - presente
| Evento                                              | Ano  | Data                          | Tipo                   | País           | Líder do Golpe               | Chefe de governo          | Notas |
| --------------------------------------------------- | ---- | ----------------------------- | ---------------------- | -------------- | ---------------------------- | ------------------------- | --- |
| Golpe de Estado no Mali em 2020                     | 2020 | 18 de agosto - 19 de agosto   | golpe                  | Mali           | Ismael Wagué                 | Ibrahim Boubacar Keïta    | Militares forçam a renúncia do presidente Ibrahim Boubacar Keïta, acusado de corrupção, coronel Assimi Goïta assumiu a presidência após a renúncia. |
| Ataque ao Capitólio dos Estados Unidos em 2021      | 2021 | 6 de janeiro                  | Tentativa de autogolpe | Estados Unidos | Donald Trump                 | Donald Trump              | Após a vitória de Joe Biden nas eleições presidenciais de 2020 nos Estados Unidos, o presidente Donald Trump empreendeu um esforço para anular a eleição, com apoio e assistência de organizadores de sua campanha eleitoral, representantes do Congresso dos Estados Unidos, aliados políticos e apoiadores do público em geral. Esses esforços culminaram no ataque ao Capitólio dos Estados Unidos em 6 de janeiro, durante o qual apoiadores de Trump invadiram o Capitólio em uma tentativa frustrada de impedir a certificação da eleição pelo Congresso. Em 2023, o Departamento de Justiça dis Estados Unidos indiciou Trump por isso. |
| Golpe de Estado em Mianmar em 2021                  | 2021 | 1 de fevereiro                | golpe                  | Myanmar        | Min Aung Hlaing              | Presidente Myint Swe      | Militares detêm a ativista Aung San Suu Kyi e o presidente Win Myint. |
| Crise político-militar na Armênia em 2021           | 2021 | 25 de fevereiro - 28 de março | tentativa de golpe     | Armênia        | Onik Gasparyan               | Nikol Pashinyan           | O chefe do Estado-Maior das Forças Armadas da Armênia, Onik Gasparyan, disse em um comunicado assinado por 40 oficiais de alto escalão que Pashinyan e seu o governo "não são mais capazes de tomar decisões adequadas neste momento fatídico de crise para os armênios". O primeiro-ministro arménio Nikol Pashinyan respondeu à declaração chamando-a de tentativa de golpe militar. |
| Tentativa de golpe de Estado no Níger em 2021       | 2021 | 31 de março                   | tentativa de golpe     | Níger          | Sani Saley Gourouza          | Mahamadou Issoufou        | Na madrugada do dia 31 de março, militares rebeldes liderados supostamente por Sani Saley Gourouza tentam golpe de Estado dois dias antes da posse do presidente-eleito Mohamed Bazoum. |
| Tentativa de golpe de estado na Jordânia em 2021    | 2021 | 3 de abril                    | tentativa de golpe     | Jordânia       | Príncipe Hamzah bin Hussein  | Rei Adullah II            | Hamzah e outras cerca de 15 pessoas acabaram presas. |
| Golpe de Estado no Mali em 2021                     | 2021 | 24 de maio                    | golpe                  | Mali           | Assimi Goïta                 | Bah N'daw                 | Presidente transitório Bah Ndaw e primeiro-ministro transitório Moctar Ouané são detidos por militares e levados para um campo militar. Coronel Assimi Goïta era vice-presidente e assumiu a presidência pela segunda vez após seu golpe bem-sucedido. |
| Tentativa de autogolpe no Peru em 2022              | 2022 | 7 de dezembro                 | tentativa de autogolpe | Peru           | Pedro Castillo               | Pedro Castillo            | Poucas horas antes de ser votada uma proposta de impeachment, o presidente Pedro Castillo anunciou a dissolução do parlamento e decretou um "governo de exceção"; sem apoios, Castillo acabou por tentar fugir, sendo destituído pelo parlamento e preso. |
| Tentativa de golpe de Estado no Brasil em 2022–2023 | 2023 | 8 de janeiro                  | tentativa de golpe     | Brasil         | Bolsonaristas                | Luiz Inácio Lula da Silva | Após semanas de protestos, apoiadores do ex-presidente Jair Bolsonaro invadem a Praça dos Três Poderes em Brasília em uma tentativa de derrubar o presidente eleito Luis Inácio "Lula" da Silva, rejeitando as eleições de 2022 e clamando um Golpe de Estado, semelhante ao de 1964. Em 26/04/2023, o ex-presidente Jair Bolsonaro disse em depoimento à Polícia Federal que defendeu o golpe de Estado por estar sob efeito de remédios. |
| Golpe de Estado no Níger em 2023                    | 2023 | 29 de julho                   | golpe                  | Níger          | Amadou Abdramane             | Mohamed Bazoum            | Após uma tentativa frustrada de golpe em 2021, militares detêm o presidente Mohamed Bazoum e o general Abdourahamane Tchiani, proclama-se líder de uma junta militar. |
| Golpe de Estado no Gabão de 2023                    | 2023 | 30 de agosto                  | golpe                  | Gabão          | Brice Clotaire Oligui Nguema | Ali Bongo                 | Após uma tentativa frustrada de golpe em 2019, militares depõem e destituem o presidente Ali Bongo e o general Brice Oligui assume a chefia da junta militar. |
| Tentativa de golpe de Estado na Bolívia em 2024     | 2024 | 26 de junho                   | tentativa de golpe     | Bolívia        | Juan José Zuñiga             | Luis Arce                 | Liderada pelo general e ex-comandante do exército Juan José Zúñiga, tanques do exército e militares invadiram o Palacio Quemado, porém logo depois Zúñiga acabou detido e o presidente Luis Arce nomeou uma nova cúpula militar. |
| Tentativa de golpe de Estado na Coréia do Sul       | 2024 | 3 de dezembro                 | tentativa de golpe     | Coreia do Sul  | Yoon Suk-Yeol                | Yoon Suk-Yeol             | O presidente sul-coreano declarou unilateralmente lei marcial em todo o país durante um pronunciamento noturno transmitido ao vivo pela televisão YTN. Yoon acusou o principal partido de oposição, o Partido Democrático, de simpatizar com a Coreia do Norte e de atividades antiestatais |